# Bảo hiểm nhân thọ
Bảo hiểm nhân thọ (Tiếng Anh: life insurance) là loại hình bảo hiểm chi trả hay bồi thường cho các rủi ro và tổn thất liên quan đến sức khoẻ và tính mạng con người. Hợp đồng bảo hiểm nhân thọ là hợp đồng giữa chủ hợp đồng bảo hiểm và công ty bảo hiểm, trong đó công ty bảo hiểm cam kết sẽ trả cho người thụ hưởng (được chỉ định trước) một khoản tiền (lợi ích), khi cái chết của một người được bảo hiểm xảy ra (thường là người giữ hợp đồng bảo hiểm). Tùy thuộc vào hợp đồng, thanh toán cũng có thể được thực hiện khi có các sự kiện khác như bệnh nan y hoặc bệnh hiểm nghèo xảy ra. Chủ chính sách thường trả phí bảo hiểm định kỳ hoặc  một lần. Các chi phí khác, chẳng hạn như chi phí tang lễ, cũng có thể được bao gồm trong các lợi ích người thụ hưởng.
Bảo hiểm nhân thọ là hợp đồng pháp lý và các điều khoản của hợp đồng mô tả những hạn chế của các sự kiện được bảo hiểm. Các loại trừ cụ thể thường được ghi vào hợp đồng để giới hạn trách nhiệm của công ty bảo hiểm; ví dụ phổ biến là các yêu cầu liên quan đến tự sát, lừa đảo, chiến tranh, bạo loạn và hỗn loạn dân sự.
Bảo hiểm nhân thọ hiện đại có một số điểm tương đồng với ngành quản lý tài sản  và các công ty bảo hiểm nhân thọ đã đa dạng hóa sản phẩm của họ thành các sản phẩm hưu trí như thanh toán hàng năm.
Hợp đồng dựa trên bảo hiểm nhân thọ có xu hướng rơi vào hai loại chính:
- Bảo vệ: được thiết kế để cung cấp một lợi ích, thường là thanh toán một lần, trong trường hợp xảy ra một sự kiện. Một hình thức phổ biến khác phổ biến hơn trong những năm qua về thiết kế chính sách bảo vệ là bảo hiểm có kỳ hạn.
- Chính sách đầu tư: mục tiêu chính của các bảo hiểm này là tạo điều kiện cho sự tăng trưởng của vốn bằng phí bảo hiểm thường xuyên hoặc duy nhất. Các hình thức phổ biến (ở Mỹ) là bảo hiểm whole life, universal life và variable life.

## Lịch sử

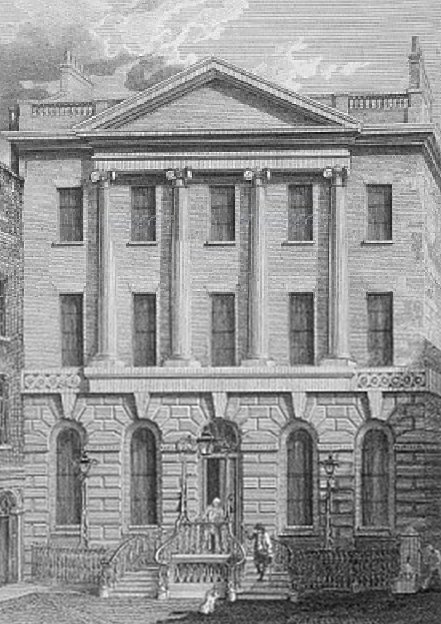
Hiệp hội thân thiện cho một văn phòng bảo đảm vĩnh viễn, được thành lập vào năm 1706, là công ty bảo hiểm nhân thọ đầu tiên trên thế giới.

Một hình thức bảo hiểm nhân thọ ban đầu có từ thời La Mã cổ đại; "Câu lạc bộ chôn cất" đã chi trả chi phí cho tang lễ của các thành viên và hỗ trợ những người sống sót về mặt tài chính. Công ty đầu tiên cung cấp bảo hiểm nhân thọ trong thời hiện đại là Hiệp hội Hòa hữu Văn phòng bảo hiểm vĩnh viễn, được thành lập tại London vào năm 1706 bởi William Talbot và Sir Thomas Allen. Mỗi thành viên thực hiện thanh toán hàng năm cho mỗi cổ phần trên một đến ba cổ phiếu khi xem xét đến tuổi của các thành viên là 12 đến 55 tuổi. Vào cuối năm, một phần "đóng góp hòa hữu" được chia cho vợ và con của các thành viên đã chết, tương ứng với số cổ phần mà những người thừa kế sở hữu. Hội Hòa hữu bắt đầu với 2000 thành viên.
Bảng bảo hiểm nhân thọ đầu tiên được Edmund Halley viết ra vào năm 1693, nhưng chỉ đến những năm 1750, các công cụ toán học và thống kê cần thiết mới được đưa ra để phát triển bảo hiểm nhân thọ hiện đại. James Dodson, một nhà toán học và chuyên gia tính toán, đã cố gắng thành lập một công ty mới nhằm bù đắp chính xác các rủi ro của các chính sách bảo đảm sự sống lâu dài, sau khi bị từ chối gia nhập Hiệp hội Bảo hiểm Nhân thọ thân thiện vì tuổi cao. Ông đã không thành công trong nỗ lực thành lập quy chế từ chính phủ.
Môn đệ của ông, Edward Rowe Mores, đã có thể thành lập Hiệp hội bảo đảm công bằng Đời sống và sống sót vào năm 1762. Đó là công ty bảo hiểm tương hỗ đầu tiên trên thế giới và đã tiên phong bảo hiểm dựa trên tuổi dựa trên tỷ lệ tử vong đặt "khuôn khổ cho thực hành và phát triển bảo hiểm khoa học"  và "cơ sở của bảo đảm cuộc sống hiện đại mà tất cả các chương trình bảo đảm sự sống sau đó đều dựa trên đó".
Mores cũng đã đặt tên cho chuyên gia bảo hiểm chính thức cho các quan chức chính thức được biết đến sớm nhất với vị trí kinh doanh này. Chuyên gia bảo hiểm hiện đại đầu tiên là William Morgan, người phục vụ từ 1775 đến 1830. Năm 1776, Hiệp hội đã thực hiện định giá nợ đầu tiên của các khoản nợ và sau đó phân phối tiền thưởng đảo ngược đầu tiên (1781) và tiền thưởng tạm thời (1809) giữa các thành viên. Nó cũng sử dụng định giá thường xuyên để cân bằng lợi ích cạnh tranh. Hội tìm cách đối xử công bằng với các thành viên của mình và Giám đốc đã cố gắng đảm bảo rằng các chủ chính sách nhận được lợi tức công bằng cho các khoản đầu tư của họ. Phí bảo hiểm được quy định theo độ tuổi và bất kỳ ai cũng có thể được nhận bất kể tình trạng sức khỏe và các trường hợp khác.

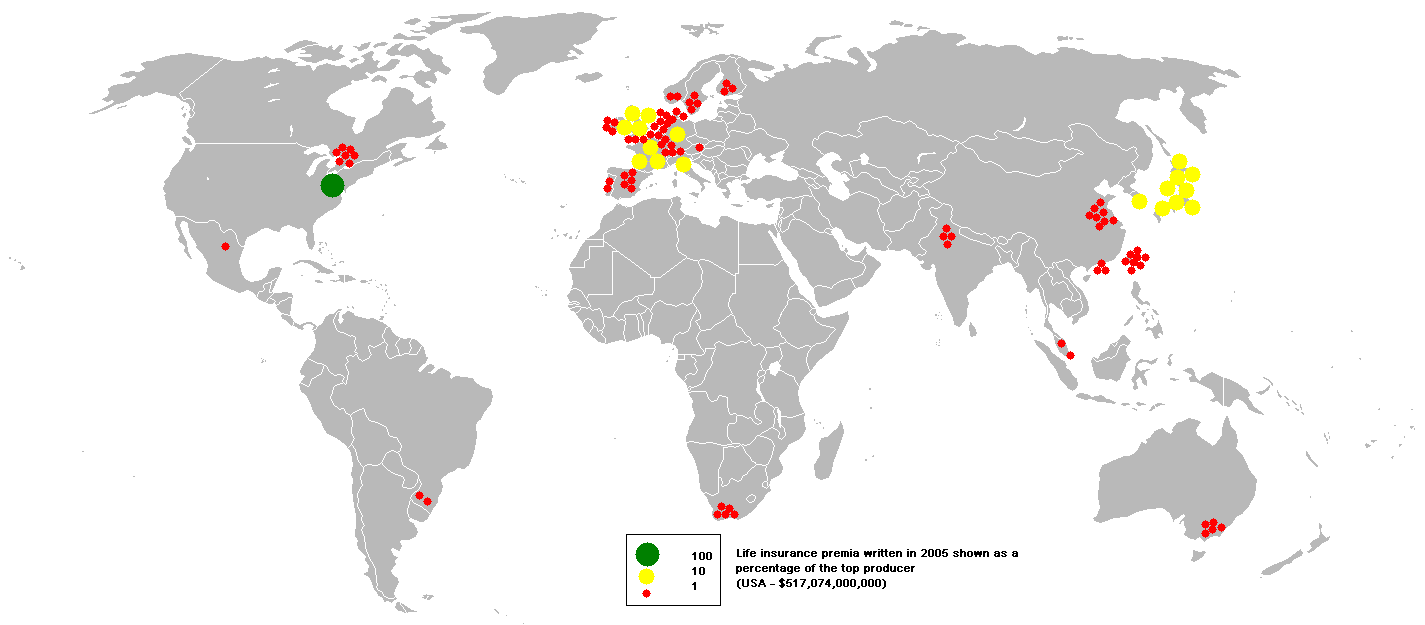
Phí bảo hiểm nhân thọ năm 2005

Việc bán bảo hiểm nhân thọ ở Mỹ bắt đầu từ những năm 1760. Các Thượng nghị sĩ Trưởng lão ở Philadelphia và Thành phố New York đã thành lập Tập đoàn Cứu trợ những người góa phụ nghèo & đau khổ và con cái họ của các Bộ trưởng Trưởng lão vào năm 1759; Các linh mục Episcopalian đã tổ chức một quỹ tương tự vào năm 1769. Từ năm 1787 đến 1837, hơn hai chục công ty bảo hiểm nhân thọ đã được thành lập, nhưng chưa đến nửa tá còn sống sót. Vào những năm 1870, các sĩ quan quân đội đã cùng nhau thành lập Hiệp hội tương trợ Quân đội (AAFMAA) và Hiệp hội tương trợ hải quân (Navy Mutual), lấy cảm hứng từ hoàn cảnh của những góa phụ và trẻ mồ côi bị mắc kẹt ở phương Tây sau Trận Little Bighorn và của gia đình các thủy thủ Hoa Kỳ đã chết trên biển.